# Juan Félix Cafferata
Juan Félix Cafferata (Córdoba, 3 de febrero de 1877 - Córdoba, 30 de mayo de 1957) fue un político y médico argentino perteneciente al Partido Demócrata Nacional e identificado con la doctrina socialcristiana. Fue cinco veces Diputado de  la Nación Argentina por Córdoba, presidente de la Caja Nacional de Ahorro Postal y condecorado por la Iglesia católica con la Medalla Pro Ecclesia et Pontifice ("Cruz de Honor") junto con Arturo Mateo Bas, por su labor parlamentaria en pro de la acción social católica.

## Orígenes y formación
Era hijo de Juan Manuel Cafferata, quien fuera gobernador de Santa Fe, y de Adela Garzón. Egresado de la Facultad de Ciencias Médicas de la Universidad Nacional de Córdoba, con diploma de honor otorgado por la Universidad de Buenos Aires.
De 1902 a 1910 participó de la Liga Democrática Cristiana, antecedente de La DC. El Primer Manifiesto de la Liga Democrática Cristiana contenía los principios básicos del socialcristianismo. En los congresos nacionales que organizados por la Liga en 1907 y 1908 figuras como Federico Grote, Gustavo Franceschi, Emilio Lamarca, Alejandro Bunge, Santiago Gregorio O'Farrell expusieron notables trabajos y proyectos de legislación social.
Fue largamente reconocido por su prestigiosa labor docente y profesional en la Ciudad de Córdoba.  Fue miembro de la Comisión para el estudio de los planos del Hospital Italiano en 1904, siendo fundador del Sanatorio Juan F. Cafferatta en 1906 y profesor de la materia Clínica Obstétrica en la UNC.
Juan F. Cafferata perteneció por raíces familiares, tradición y vínculos profesionales a los sectores más conservadores de la sociedad cordobesa, pero su acción política estuvo más vinculada a la Doctrina Social de la Iglesia, como fervoroso militante católico que era. Fue asesor y patrocinador del Círculo de Obreros Católicos de Córdoba, filial de la institución internacional fundada en 1892 bajo la inspiración de la enclítica Rerum Novarum de León XIII.
Inició su carrera política desde el Partido Constitucional junto al gobernador Felix T. Garzón, siendo elegido Senador de la Provincia de Córdoba en 1911, por el Departamento Santa María. En la elección legislativa del 7 de abril de 1912 obtuvo una banca de Diputado de la Nación Argentina en representación de las fuerzas conservadoras de Córdoba. Allí tuvo su actuación pública más destacada al dar su nombre a la Ley Cafferata.

## La ley de casas baratas
Las condiciones de vida de las familias obreras en las grandes ciudades de la República Argentina, hacinadas en conventillos e inquilinatos, sin condiciones mínimas de higiene pero con altas mensualidades, motivó numerosos reclamos obreros y la cruenta Huelga de inquilinos de 1907. En 1913, las encuestas sociolaborales realizadas por otro dirigente católico, Alejandro Bunge, Jefe de la División de Estadística del Departamento Nacional del Trabajo, reflejaban una realidad más que preocupante: el 80 por ciento de las familias obreras vivían en construcciones precarias, de una sola pieza, y el 37 por ciento carecían de instalaciones de agua corriente.
Para revertir esa situación, el diputado Juan F. Cafferata presentó un proyecto de ley de Casas Baratas, argumentando lo siguiente:

"(...) Demos a la familia, que es la base donde descansa la prosperidad de la Nación, démosle hogar higiénico y abrigado, techo protector, casa propia y habremos hecho obra de humanidad y patriotismo. Garanticemos a ese trabajador, a ese obrero, que después de sus días la esposa y los hijos tendrán asilo seguro contra la miseria, porque esas paredes adquiridas a costa de sudores y economías son su patrimonio; que su ancianidad no será turbada por el espectro criminal; que podrá poseer su hogar, el dulce hogar de las tradiciones y de los recuerdos, y habremos llenado con aplauso los deberes de nuestro mandato".

El proyecto de Cafferata, luego de ser aprobado por la Comisión de Legislación, pasó por ambas cámaras y se sancionó el 27 de septiembre de 1915, como la Ley 9.677, promulgada el 5 de octubre por Victorino de la Plaza, presidente en ejercicio debido a la licencia por enfermedad solicitada por Roque Sáenz Peña en 1913.
El autor había hecho triunfar un procedimiento ágil, destinado a proveer viviendas a los sectores de menos recursos bajo el lema: "Es menester, ante todo, ser prácticos, para ser útiles".
La ley establecía una Comisión Nacional de Casas Baratas, integrada por cinco miembros ad honorem designados por el Poder Ejecutivo, que tendrían funciones de fomento, dirección y control de viviendas con base en un fondo creado ya por la Ley 7.102.
En veintiocho artículos se legislaba lo esencial de la materia para que la Comisión iniciara sus trabajos. Dentro de las atribuciones concedidas a la Comisión, el artículo 3.º inciso d prescribía: "la formación de sociedades de crédito, beneficencia y de cooperativas que construyan directamente o faciliten dinero para las construcciones". Por el artículo 14, las sociedades de beneficencia y las cooperativas quedaban exoneradas del pago de los impuestos fiscales que "tengan por exclusivo objeto construir casas baratas individuales o colectivas o prestar dinero para su edificación, siempre que se ajusten a los propósitos de la presente ley, y previa la aprobación por la Comisión de los planos y especificaciones de su construcción y condiciones de su enajenación o locación".
Lo novedoso consistía, entre otras razones, en que preveía un seguro temporario de vida a favor del adquiriente de una casa barata, mediante una cuota mínima, para garantizar a su familia, en caso de muerte, el pago de todas las cuotas que faltaren para la escrituración. Los destinatarios de los beneficios de ley eran en este orden: obreros, empleados de escaso sueldo, contribuyentes de cuotas mínimas.
Luego de algunas demoras por falta de decisión política en cuanto a la asignación de partidas presupuestarias, la Comisión de Casas Baratas presentó un nuevo plan dirigido y destinado a familias con hijos, cuyo jefe se desempeñara en algún empleo público que dependiera del Estado Nacional. El Banco Hipotecario Nacional le otorgaba al propietario un crédito que financiaba el 100 % del valor de la propiedad. Este crédito se pagaba fácilmente por medio de cuotas accesibles que devengaban un bajísimo interés a lo largo de los 20 o más años que permitía la financiación.
El primer barrio construido dentro del programa fue el Barrio Cafferata de Parque Chacabuco en la Ciudad de Buenos Aires en junio de 1921. La construcción era sencilla pero sólida, y en su diseño los arquitectos trataban de reproducir los chalets de campo de las clases acomodadas, o los que construían los ingleses en los suburbios de Buenos Aires. Una empresa francesa fue la ganadora de la licitación y la encargada por lo tanto de construir las viviendas que, como novedad tecnológica, presentaban el baño y la cocina en el interior de la casa. Poseían todas las comodidades de la época: agua corriente, cloacas y una cocina económica de hierro que se alimentaba a leña. Hasta había un tanque de agua que se calentaba con la propia cocina brindando agua caliente en toda la casa.

## Diputado Nacional
En las  Elecciones legislativas de 1922 fue elegido diputado Nacional.

## Candidato a gobernador
El prestigio que alcanzó su figura en el parlamento nacional, impulsó su nombre como sucesro natural del gobernador de Córdoba Ramón J. Cárcano. El marco político no era sencillo para los dirigentes demócratas, en tanto la Unión Cívica Radical se volvía imbatible en los departamentos agrarios del Este y Sur provincial. Las protestas agropecuarias se sucedían una a una, sumando represión y violencia a la tensión social por la nula participación de aquellos en los beneficios económicos. Las rebeliones en Camilo Aldao, Monte Maíz, Inriville, Pascanas, Pozo del Molle, Tortugas, Marcos Juárez y Leones siguieron a los sucesos de Bigand, del 15 de junio de 1912 y Alcorta, del 25 de junio.
Las relaciones del campesinado de la pampa húmeda, en su mayoría integrado por inmigrantes italianos y peones o nativos despojados de sus tierras, con los poderosos acopiadores y latifundistas se tensionó; producto de la desaceleración económica provocada por las pérdidas de las cosechas de 1913 y 1914 y la disminución de las exportaciones agropecuarias.
Así las cosas, el Partido Demócrata de Córdoba lo postula como su candidato a la elección del 14 de noviembre de 1915. En ella, el candidato de la Unión Cívica Radical, Eufrasio Loza, en una frágil alianza entre sus sectores internos, se impone con 35.952 votos populares, sobre 32.774 de Cafferata.

## Labor política posterior
Fue condecorado junto a Arturo Mateo Bas, por el Papa Benedicto XV con la Medalla Pro Ecclesia et Pontifice ("Cruz de Honor"), como reconocimiento a su intensa labor parlamentaria en pro de la acción social católica.
Derrotado en la elección de gobernador de Córdoba, no logró ser reelegido en su banca. Siguió desempeñando distintos cargos partidarios, hasta su regreso a la Cámara de Diputados de la Nación Argentina como quinto candidato de la lista del Partido Demócrata Progresista tras las elecciones legislativas del 7 de marzo de 1920.
Luego de participar en la Convención reformadora de la Constitución de Córdoba de 1923, fue reelecto en las elecciones legislativas del 23 de marzo de 1924. En la división del Partido Demócrata de Córdoba entre nuñistas y rothistas, militó entre los primeros. En 1927, fue mencionado nuevamente como candidato a gobernador, aunque la convención demócrata se inclinó finalmente por Julio Argentino Pascual Roca.
En diciembre de 1927, fue proclamado nuevamente candidato a Diputado de la Nación Argentina. En las elecciones del 1 de abril de 1928, en medio del triunfo arrollador de Hipólito Yrigoyen en todo el país, no logró ser reelecto al quedar en minoría la lista demócrata en Córdoba.
En la década infame, participará del Partido Demócrata Nacional. Elegido Diputado de la Nación Argentina en 1931, fue Presidente de la Cámara desde 1932 hasta 1934. Fue reelecto en las elecciones legislativas del 1 de marzo de 1936, en medio de una fuerte debacle electoral de los demócratas relegados a la segunda posición en todo el país.
Tras la finalización de su mandato en el Congreso, fue designado presidente de la Caja Nacional de Ahorro Postal en 1940. Ocupando dicho cargo hasta la Revolución del 43.